# Paralelo 34 norte
El paralelo 34 norte es un paralelo situado a 34 grados al norte del ecuador terrestre. Atraviesa África, el mar Mediterráneo, Asia, el océano Pacífico, América del Norte y el océano Atlántico.
En esta latitud el sol es visible durante 14 horas, 25 minutos en el solsticio de verano y durante 9 horas, 53 minutos en el solsticio de invierno.

## Alrededor del mundo
Partiendo del meridiano cero, y en dirección este, el paralelo 34° norte atraviesa:
| Coordenadas                        | País, territorio o mar   | Notas |  |
| 34°0′N 0°0′E / 34.000, 0.000       | Argelia                  | |  |
| 34°0′N 7°33′E / 34.000, 7.550      | Túnez                    | |  |
| 34°0′N 10°3′E / 34.000, 10.050     | Mar Mediterráneo         | Pasa justo al norte de Beirut, Líbano |  |
| 34°0′N 35°39′E / 34.000, 35.650    | Líbano                   | |  |
| 34°0′N 36°22′E / 34.000, 36.367    | Siria                    | |  |
| 34°0′N 40°6′E / 34.000, 40.100     | Irak                     | |  |
| 34°0′N 45°27′E / 34.000, 45.450    | Irán                     | Provincia de Kermanshah Provincia de Kurdistán Provincia de Lorestán Provincia de Hamadán Provincia de Markazí Provincia de Qom Provincia de Isfahán Provincia de Semnán Provincia de Jorasán del Sur Provincia de Jorasán Razaví                     |  |
| 34°0′N 60°30′E / 34.000, 60.500    | Afganistán               | |  |
| 34°0′N 69°54′E / 34.000, 69.900    | Pakistán                 | Jaiber Pastunjuá |  |
| 34°0′N 70°10′E / 34.000, 70.167    | Afganistán               | |  |
| 34°0′N 70°55′E / 34.000, 70.917    | Pakistán                 | Jaiber Pastunjuá - durante unos 8 kilómetros (5 mi) Khyber Pakhtunkhwa Punjab - durante unos 3 kilómetros (1,9 mi) Azad Cachemira - reclamado por India                                                                                               |  |
| 34°0′N 74°15′E / 34.000, 74.250    | India                    | Territorio de Jammu y Cachemira - Atraviesa Srinagar - reclamado por Pakistán Ladakh - reclamado por Pakistán |  |
| 34°0′N 78°45′E / 34.000, 78.750    | Aksai Chin               | Disputado entre India y China |  |
| 34°0′N 78°54′E / 34.000, 78.900    | China                    | Tibet Qinghai Sichuan − durante unos 4 kilómetros (2,5 mi) Qinghai Gansu Sichuan Gansu Shaanxi Henan Anhui Henan Anhui Jiangsu − durante unos 5 kilómetros (3,1 mi) Anhui − durante unos 4 kilómetros (2,5 mi) Jiangsu                                |  |
| 34°0′N 120°23′E / 34.000, 120.383  | Mar de la China Oriental | Pasa por varias islas de Corea del Sur |  |
| 34°0′N 127°19′E / 34.000, 127.317  | Corea del Sur            | Islas de Geomundo |  |
| 34°0′N 127°20′E / 34.000, 127.333  | Korea Strait             | Pasa justo al sur de la isla de Tsushima, Japón |  |
| 34°0′N 130°55′E / 34.000, 130.917  | Japón                    | Isla de Honshū: — Prefectura de Yamaguchi - atraviesa los suburbios septentrionales de Shimonoseki Isla de Shikoku: — Prefectura de Ehime — Prefectura de Tokushima Isla de Honshū: — Prefectura de Wakayama — Prefectura de Nara — Prefectura de Mie |  |
| 34°0′N 136°16′E / 34.000, 136.267  | Océano Pacífico          | Pasa entre las islas de Miyakejima y Mikurajima, Japón Pasa justo al sur de Isla San Miguel, California, Estados Unidos |  |
| 34°0′N 120°14′O / 34.000, -120.233 | Estados Unidos           | California - Isla de Santa Rosa e Isla Santa Cruz |  |
| 34°0′N 119°33′O / 34.000, -119.550 | Océano Pacífico          | Pasa justo al sur de Isla Anacapa, California, Estados Unidos |  |
| 34°0′N 118°29′O / 34.000, -118.483 | Estados Unidos           | California - atraviesa Los Angeles Arizona Nuevo México Texas Oklahoma - atraviesa Durant and Hugo Arkansas Misisipi Alabama Georgia - atraviesa Kennesaw y Athens Carolina del Sur - atraviesa Columbia Carolina del Norte - atraviesa Kure Beach    |  |
| 34°0′N 77°54′O / 34.000, -77.900   | Océano Atlántico         | |  |
| 34°0′N 6°53′O / 34.000, -6.883     | Marruecos                | Atraviesa Rabat y Fez |  |
| 34°0′N 1°40′O / 34.000, -1.667     | Argelia                  | |  |

## Estados Unidos
El paralelo formaba el límite sur de la original Colonia de Virginia como se describe en los estatutos de la Compañía de Londres.
En los Estados Confederados, el paralelo formaba el límite norte del Territorio de Arizona.